# Third Division 1999-2000
La Football League Third Division 1999-2000, conosciuta anche con il nome di Nationwide Third Division per motivi di sponsorizzazione, è stato il 42º campionato inglese di calcio di quarta divisione, nonché il 8º con la denominazione di Third Division. 
La stagione regolare ha avuto inizio il 7 agosto 1999 e si è conclusa il 6 maggio 2000, mentre i play off si sono svolti tra il 13 ed il 26 maggio 2000. Ad aggiudicarsi il titolo sono stati i gallesi dello Swansea City, al loro primo successo nella competizione. Le altre tre promozioni in Football League Second Division sono state invece conseguite dal Rotherham United (2º classificato), dal Northampton Town (3º classificato) e dal Peterborough United (vincitore dei play off).
Capocannoniere del torneo è stato Marco Gabbiadini (Darlington) con 24 reti.

## Stagione

### Novità
Al termine della stagione precedente, insieme ai campioni di lega del Brentford, salirono direttamente in Football League Second Division anche il Cambridge United (2º classificato) ed il Cardiff City (3º classificato). Mentre lo Scunthorpe United, 4º classificato, raggiunse la promozione attraverso i play-off. Lo Scarborough, che chiuse all'ultimo posto, non riuscì invece a mantenere la categoria e dopo undici anni retrocesse in Conference League.
Queste cinque squadre furono rimpiazzate dalle quattro retrocesse dalla Football League Second Division: York City, Northampton Town, Lincoln City e Macclesfield Town e dalla neopromossa proveniente dalla Conference League: Cheltenham Town (al debutto in Football League).

### Formula
Le prime tre classificate venivano promosse direttamente in Football League Second Division, insieme alla vincente dei play off a cui partecipavano le squadre giunte dal 4º al 7º posto. Mentre l'ultima classificata retrocedeva in Conference League.

## Squadre partecipanti
| Squadra                | Città                | Stadio            | Stagione precedente                                      |
| ---------------------- | -------------------- | ----------------- | -------------------------------------------------------- |
| Barnet                 | Londra (High Barnet) | Underhill Stadium | 16º posto in Football League Third Division              |
| Brighton & Hove Albion | Brighton             | Withdean Stadium  | 17º posto in Football League Third Division              |
| Carlisle United        | Carlisle             | Brunton Park      | 23º posto in Football League Third Division              |
| Cheltenham Town        | Cheltenham           | Whaddon Road      | 1º posto in Conference League, promosso                  |
| Chester City           | Chester              | Deva Stadium      | 14º posto in Football League Third Division              |
| Darlington             | Darlington           | Feethams Ground   | 11º posto in Football League Third Division              |
| Exeter City            | Exeter               | St James Park     | 12º posto in Football League Third Division              |
| Halifax Town           | Halifax              | The Shay          | 10º posto in Football League Third Division              |
| Hartlepool United      | Hartlepool           | Victoria Park     | 22º posto in Football League Third Division              |
| Hull City              | Kingston upon Hull   | Boothferry Park   | 21º posto in Football League Third Division              |
| Leyton Orient          | Londra (Leyton)      | Brisbane Road     | 6º posto in Football League Third Division               |
| Lincoln City           | Lincoln              | Sincil Bank       | 23º posto in Football League Second Division, retrocesso |
| Macclesfield Town      | Macclesfield         | Moss Rose         | 24º posto in Football League Second Division, retrocesso |
| Mansfield Town         | Mansfield            | Field Mill        | 8º posto in Football League Third Division               |
| Northampton Town       | Northampton          | Sixfields Stadium | 22º posto in Football League Second Division, retrocesso |
| Peterborough United    | Peterborough         | London Road       | 9º posto in Football League Third Division               |
| Plymouth Argyle        | Plymouth             | Home Park         | 13º posto in Football League Third Division              |
| Rochdale               | Rochdale             | Spotland Stadium  | 19º posto in Football League Third Division              |
| Rotherham United       | Rotherham            | Millmoor          | 5º posto in Football League Third Division               |
| Shrewsbury Town        | Shrewsbury           | Gay Meadow        | 15º posto in Football League Third Division              |
| Southend United        | Southend on Sea      | Roots Hall        | 18º posto in Football League Third Division              |
| Swansea City           | Swansea              | Vetch Field       | 7º posto in Football League Third Division               |
| Torquay United         | Torquay              | Plainmoor         | 20º posto in Football League Third Division              |
| York City              | York                 | Bootham Crescent  | 21º posto in Football League Second Division, retrocesso |

## Classifica finale
|  | Pos. | Squadra           | Pt | G  | V  | N  | P  | GF | GS | DR  |
|  | ---- | ----------------- | -- | -- | -- | -- | -- | -- | -- | --- |
|  | 1    | Swansea City      | 85 | 46 | 26 | 7  | 13 | 79 | 56 | +23 |
|  | 2    | Rotherham Utd     | 84 | 46 | 24 | 12 | 10 | 72 | 36 | +36 |
|  | 3    | Northampton Town  | 82 | 46 | 25 | 7  | 14 | 63 | 45 | +18 |
|  | 4    | Darlington        | 79 | 46 | 21 | 16 | 9  | 66 | 36 | +30 |
|  | 5    | Peterborough Utd  | 78 | 46 | 22 | 12 | 12 | 63 | 54 | +9  |
|  | 6    | Barnet            | 75 | 46 | 21 | 12 | 13 | 59 | 53 | +6  |
|  | 7    | Hartlepool Utd    | 72 | 46 | 21 | 9  | 16 | 60 | 49 | +11 |
|  | 8    | Cheltenham Town   | 70 | 46 | 20 | 10 | 16 | 50 | 42 | +8  |
|  | 9    | Torquay Utd       | 69 | 46 | 19 | 12 | 15 | 62 | 52 | +10 |
|  | 10   | Rochdale          | 68 | 46 | 18 | 14 | 14 | 57 | 54 | +3  |
|  | 11   | Brighton          | 67 | 46 | 17 | 16 | 13 | 64 | 46 | +18 |
|  | 12   | Plymouth          | 66 | 46 | 16 | 18 | 12 | 55 | 51 | +4  |
|  | 13   | Macclesfield Town | 65 | 46 | 18 | 11 | 17 | 66 | 61 | +5  |
|  | 14   | Hull City         | 59 | 46 | 15 | 14 | 17 | 43 | 43 | 0   |
|  | 15   | Lincoln City      | 59 | 46 | 15 | 14 | 17 | 67 | 69 | –2  |
|  | 16   | Southend Utd      | 56 | 46 | 15 | 11 | 20 | 53 | 61 | –8  |
|  | 17   | Mansfield Town    | 56 | 46 | 16 | 8  | 22 | 50 | 65 | –15 |
|  | 18   | Halifax Town      | 54 | 46 | 15 | 9  | 22 | 44 | 58 | –14 |
|  | 19   | Leyton Orient     | 52 | 46 | 13 | 13 | 20 | 47 | 52 | –5  |
|  | 20   | York City         | 52 | 46 | 12 | 16 | 18 | 39 | 53 | –14 |
|  | 21   | Exeter City       | 44 | 46 | 11 | 11 | 24 | 46 | 72 | –26 |
|  | 22   | Shrewsbury Town   | 40 | 46 | 9  | 13 | 24 | 40 | 67 | –27 |
|  | 23   | Carlisle Utd      | 39 | 46 | 9  | 12 | 25 | 42 | 75 | –33 |
|  | 24   | Chester City      | 39 | 46 | 10 | 9  | 27 | 44 | 79 | –35 |

Legenda:
      Promosso in Football League Second Division 2000-2001.
  Ammesso ai play-off.
      Retrocesso in Conference League 2000-2001.
Regolamento:
Tre punti a vittoria, uno a pareggio, zero a sconfitta.
In caso di arrivo di due o più squadre a pari punti, la graduatoria verrà stilata secondo i seguenti criteri:
- differenza reti
- maggior numero di gol segnati

Note:

Chester City retrocesso in Conference League per peggior differenza reti rispetto all'ex aequo Carlisle United.

## Spareggi

### Play-off

#### Tabellone
|  | Semifinali | Semifinali       | Semifinali | Semifinali | Semifinali |  |  | Finale           | Finale           | Finale |  |
|  |            |                  |            |            |            |  |  |                  |                  |        |  |
|  | 7          | Hartlepool Utd   | 0          | 0          | 0          |  |  |                  |                  |        |  |
|  | 4          | Darlington       | 2          | 1          | 3          |  |  | Darlington       | Darlington       | 0      |  |
|  | 6          | Barnet           | 1          | 0          | 1          |  |  | Peterborough Utd | Peterborough Utd | 1      |  |
|  | 5          | Peterborough Utd | 2          | 3          | 5          |  |  |                  |                  |        |  |

#### Semifinali
|                     | Risultati |                     | Luogo e data                 |
| ------------------- | --------- | ------------------- | ---------------------------- |
| Hartlepool United   | 0-2       | Darlington          | Hartlepool, 13 maggio 2000   |
| Darlington          | 1-0       | Hartlepool United   | Darlington, 17 maggio 2000   |
|                     |           |                     |                              |
| Barnet              | 1-2       | Peterborough United | Londra, 13 maggio 2000       |
| Peterborough United | 3-0       | Barnet              | Peterborough, 17 maggio 2000 |
|                     |           |                     |                              |

#### Finale
|            | Risultati |                     | Luogo e data                             |
| ---------- | --------- | ------------------- | ---------------------------------------- |
| Darlington | 0-1       | Peterborough United | Londra (Wembley Stadium), 26 maggio 2000 |
|            |           |                     |                                          |